# Valentín Campa
Valentín Campa Salazar (Monterrey, Nuevo León, 8 de abril de 1904 - Ciudad de México, 25 de noviembre de 1999) fue un militante comunista, luchador social, dirigente junto a Demetrio Vallejo de la huelga ferrocarrilera mexicana de 1959, fundador del Partido Socialista Unificado de México y candidato presidencial en las elecciones de 1976 por el Partido Comunista Mexicano.

## Biografía
Nació en Monterrey el 8 de abril de 1904, siendo hijo de Merced Campa Pérez y de Refugio Salazar Acevedo, pero su infancia transcurrió en Torreón, en donde vivió hechos del movimiento revolucionario. También siendo pequeño, presenció un linchamiento xenófobo de varias decenas de chinos, acusados de envenenar el agua de Torreón. Ambos hechos le marcaron para dedicarse a la lucha social en el futuro. En 1916 intentó enrolarse en el Ejército Mexicano para oponerse a la expedición punitiva de John J. Pershing contra Pancho Villa. En 1921 trabajó en La Corona, fábrica subsidiaria de la Royal Dutch Company, y en 1922 ingresó a Ferrocarriles Nacionales de México, comenzando al año siguiente la actividad sindical. En 1925, mientras residía en Ciudad Victoria, se hizo dirigente sindical ferroviario.
Se sumó al Partido Comunista Mexicano (PCM) en 1927, a los 23 años, de cuyo Comité Central sería uno de los miembros más jóvenes. El 15 de marzo de 1930, junto con otros 15 compañeros comunistas en prisión, comienza una huelga de hambre y es liberado cuatro días después; no obstante es reaprehendido dos días más tarde. En marzo de 1940 fue expulsado del PCM junto con Hernán Laborde, secretario general, por oponerse al asesinato de León Trotski. Campa había cuestionado años antes la política de unidad a toda costa impuesta por la Internacional Comunista a través de Earl Browder y Victorio Codovilla y que implicó permanecer dentro de la Confederación de Trabajadores de México (CTM controlada por Fidel Velázquez y Vicente Lombardo Toledano); después de la intervención de Browder y Codovila, Campa y Laborde terminaron aceptando en lo general el planteamiento de unidad a toda costa. En el Congreso de marzo de 1940, al expulsar a Campa y Laborde los personeros de la Internacional Comunista los acusaron de tener una "actitud oportunista" respecto al gobierno de Lázaro Cárdenas, justamente por seguir la línea que la propia internacional les había impuesto antes.
En 1950 participó en la fundación del Partido Obrero y Campesino de México, el cual se disolvió en 1959 para volverse a integrar al PCM.
Fue preso político en repetidas ocasiones desde la presidencia de Plutarco Elías Calles hasta la de Adolfo López Mateos, y salvo el sexenio de Lázaro Cárdenas, iría a prisión en diferentes ocasiones, acusado de “disolución social”, acumulando 14 años sin libertad. La libertad de los presos políticos sería una de las principales demandas del Movimiento de 1968. Quedó en libertad en 1970.
Fue candidato presidencial en 1976 del ilegalizado PCM y diputado federal de 1979 a 1982 a la LI Legislatura del Congreso de la Unión, después de la Reforma política del 77. Inicialmente enterrado en el Panteón Jardín, el 25 de noviembre de 2019 sus restos fueron trasladados a la Rotonda de las Personas Ilustres dónde serían inhumados, con la presencia del presidente Andrés Manuel López Obrador y la jefa de gobierno de la Ciudad de México Claudia Sheinbaum.

## Obra
- Mi testimonio. Memorias de un comunista mexicano. (1978)

## Premios y reconocimientos
- La Plaza Valentín Campa ubicada en la colonia Aztahuacan de la alcaldía Iztapalapa de la Ciudad de México
- El 14 de febrero de 2013 el jefe de gobierno inauguró un tren en la estación de Ermita con su nombre.
- Un grupo de ciudadanos solicitó en 2013 que el nombre de la estación Buenavista del Metro y Metrobús lleve el nombre de Valentín Campa.[9]